# Tanque de gas

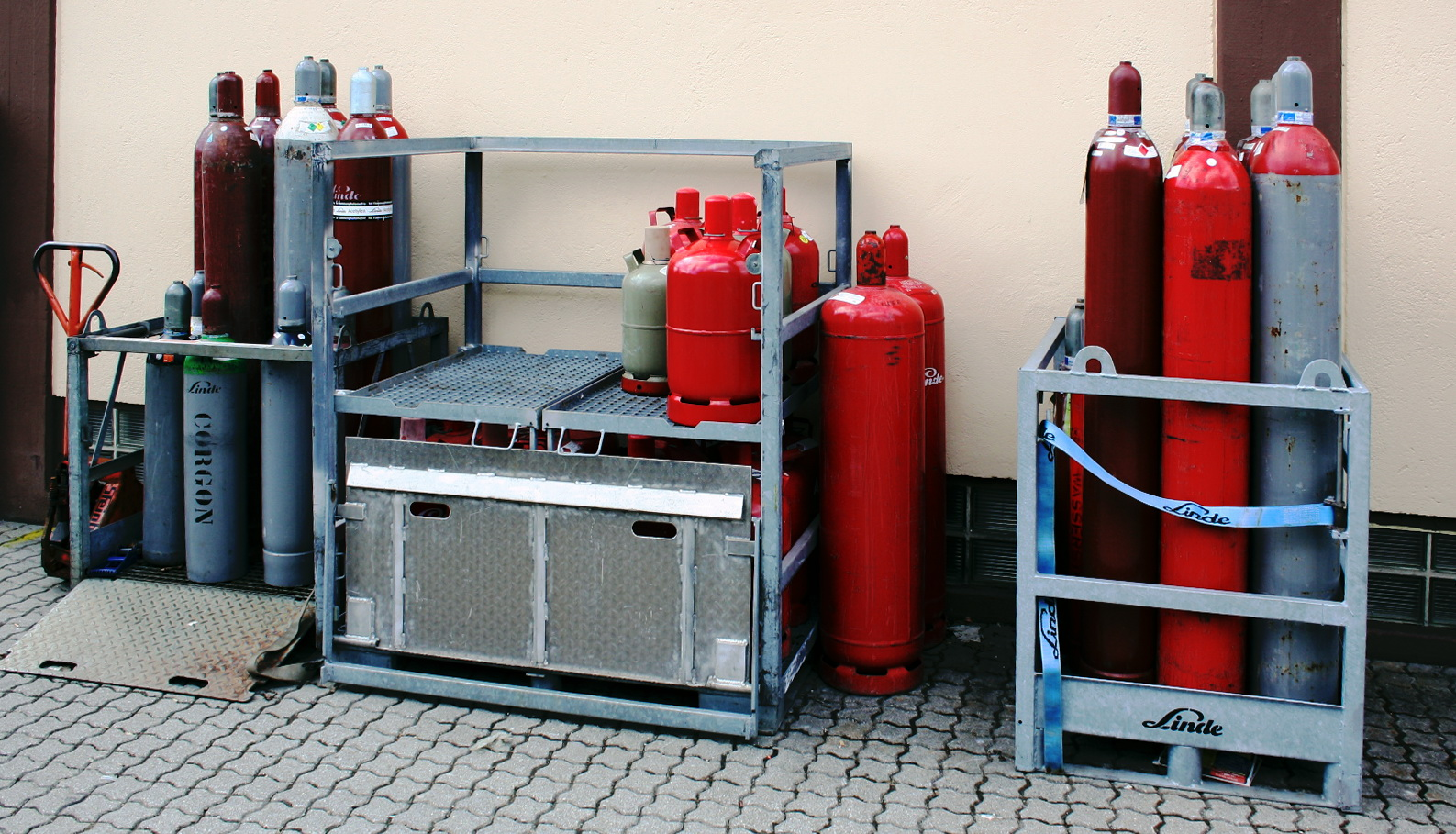

El tanque de gas —denominado balón, bombona, cilindro, garrafa, MAY, pipa o tambo, según el país— es el sistema habitual de distribución de gas licuado de petróleo, compuesto por butano y propano. La proporción entre los gases varía según el petróleo de origen, y ronda alrededor de 40 % de butano y 60 % de propano.
El combustible está en forma líquida y se va evaporando en el interior del tanque a medida que se consume, manteniéndose la presión de salida del gas mediante un mecanismo regulador.

## Equivalencia calórica
Un tanque de 10 kg de butano (En España son de 12,5 kg) suministra aproximadamente 4 m³ de gas. Dado que el potencial calorífico es de 28.000 kcal/m³, (12,7 kWh/kg) un tanque contiene 112.000 kcal.
Esto equivale aproximadamente a:
- 12,5 m³ de metano (gas natural)
- 20 L de alcohol etílico
- 11 L de gasoil, o queroseno
- 11,5 L de gasolina ("nafta" o "bencina")
- 127 kWh de electricidad
- 28 horas funcionando un quemador de 4000 kcal

Dado que el GLP tiene más del triple del potencial calorífico que el gas natural, es necesario adaptar los quemadores cambiando los picos para tener la tercera parte del flujo.[cita requerida]

## Bombona
- Bombona (del francés bonbonne; diminutivo de bomba, proyectil esférico.) sust. fem. Vasija de vidrio o loza, de boca estrecha y de bastante capacidad, que se utiliza para el transporte de ciertos líquidos y gases. // Vasija metálica con cierre hermético que se utiliza para contener gases a presión o líquidos muy volátiles.
- En espeleología: Recipiente contenedor de agua y carburo, que con la combinación de ambos se obtiene gas acetileno, fuente de iluminación. Los componentes básicos de una bombona son: dos compartimientos; uno superior para agua y el otro para carburo; un vástago de válvula regulatoria de suministro de agua, un tapón del depósito de agua; un filtro; un conducto de salida del gas acetileno y un soporte para mosquetón, maillon o cordeleta, para facilitar su transporte.[2]

## El tanque de gas por países

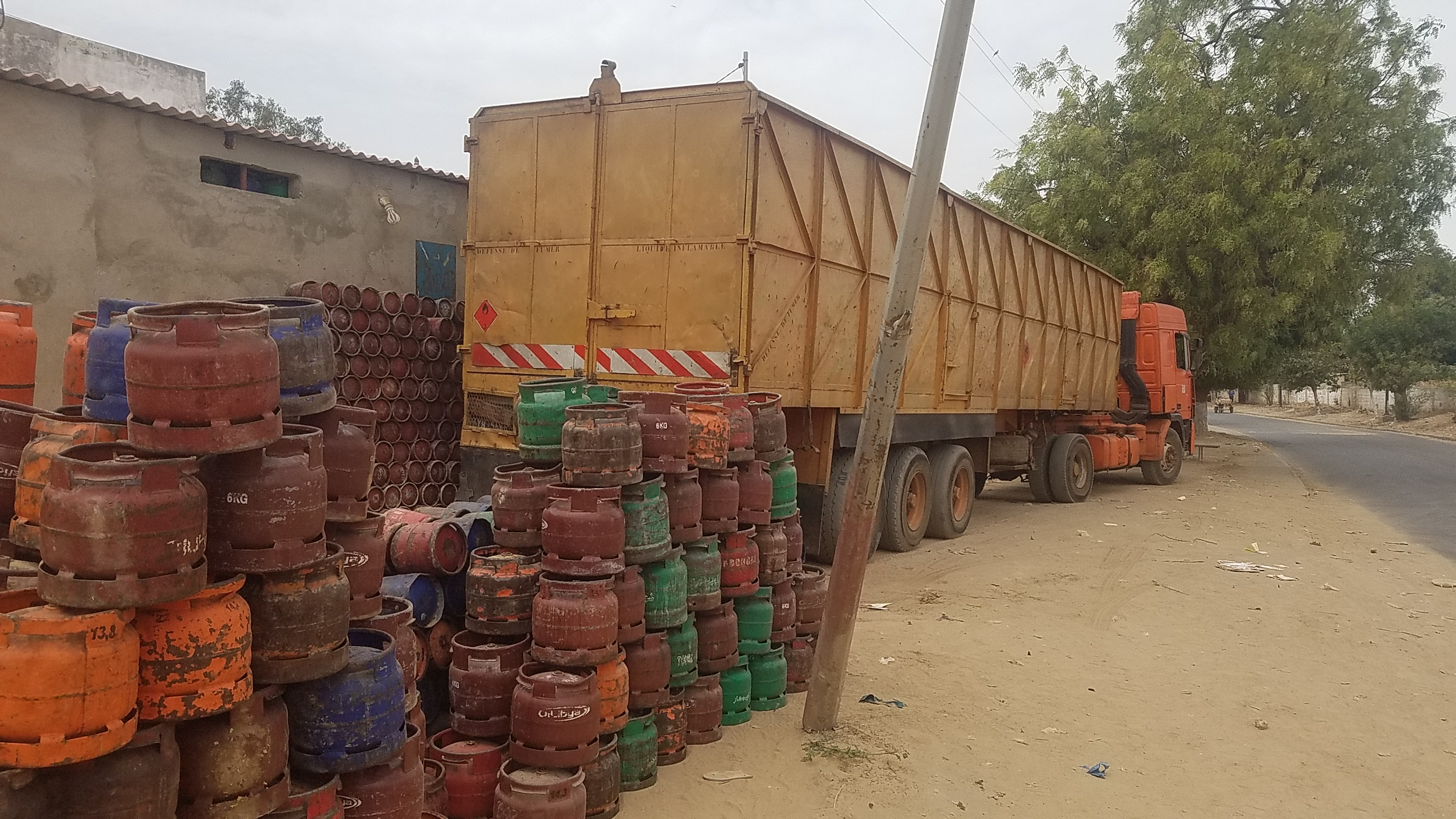
Tanques de gas en Senegal

### Argentina
En Argentina, hay garrafas de 0,750, 2, 3, 10, y 15 kg de gas butano; y de 30 y de 45 kg, únicamente de propano.

### Chile
En Chile, se comercializan cilindros con gas llamados "balón", "galón" o "cilindro", (excepto en la ciudad de Talca, al sur de Santiago, única ciudad de Chile donde se les llama "bombonas") de 5, 11, 15 y 45 kg de gas propano y gas propano catalítico, siendo el más popular el de 15 kg por su relación precio/cantidad, con un precio promedio a nivel nacional de $20.000 (unos US$35) en 2021. Su precio por kilocaloría es de 0,55 veces el precio del gas natural y 0,55 veces el precio de la electricidad.
El reparto se realiza en camiones y es tradicional que se anuncie mediante la percusión rítmica de un objeto metálico sobre los balones o una sirena o alarma de automóvil.

### España
En España se denomina comúnmente bombona de butano y se introdujo a finales de los años cincuenta. Usualmente se distribuye una mezcla de ambos gases, en una proporción de entre 30% de butano y 50% de propano.
El gas butano, al ser fácilmente licuable, es sencillo de mantener en un recipiente a presión, como una bombona. Cada bombona contiene 12,5 kg de gas (159 kWh) y el peso total completamente llena es de unos 26 kg. Son repartidas en camiones semanalmente por las calles, y subidas a las casas por mozos de reparto, denominados butaneros, que también recogen la anterior bombona utilizada, ya vacía. Cuando el consumo es muy bajo, es más económico porque no hay que pagar una tarifa mensual. Este tipo de Tanque de gas tiene la denominación técnica de: GLP UD-125, lo produce Repsol y existen empresas especializadas en la venta y la instalación.
Si la bombona está en el exterior y el tiempo es frío, puede que no suministre suficiente gas aunque este no se haya acabado. Esto pasa porque el gas licuado está frío y le cuesta evaporarse, e incluso puede congelarse. Cuando se consume gas de la bombona, se evapora parte del gas líquido y este se enfría todavía más, dificultando aún más la evaporación y salida del gas. Esta circunstancia se produce sobre todo cuando se demanda mucho flujo de gas, por ejemplo, durante la ducha y cuando la bombona está más vacía, ya que cuando hay menos cantidad de líquido, el frío que produce la evaporación del gas se reparte entre menos cantidad de líquido, causando que el líquido baje más de temperatura que cuando está más llena.
La bombona de butano puede ser usada como fuente de combustible para automóviles, en reemplazo de combustibles líquidos como la gasolina, aunque por lo general se usa gas natural. Hay países con restricciones o directamente prohibiciones para su uso en vehículos.

### México
En México se le llama tanque o cilindro de gas, comúnmente distribuido por auto-tanques conocidos como "pipas". Estos surten cilindros de todos las capacidades, además de tanques estacionarios que van desde 120 litros hasta 5000 litros, (en industrias hay instalaciones que superan los 10 000 litros, además de surtir las plantas de gas de carburación, que cuentan con tanques hasta de 25.000 litros).
En algunos lugares todavía se utilizan tanques portátiles de diferentes capacidades, una muy común es de 20 kilos.

### Nicaragua
En Nicaragua se le llama tanque o cilindro de gas, comúnmente distribuido por auto-tanques conocidos como "cisternas". Estos surten cilindros de todos las capacidades como presentaciones de 10 Libras, 25 Libras y 100 Libras. Además de tanques estacionarios para comercios e industrias que van desde 80 litros hasta más de 5000 litros, (en industrias hay instalaciones que superan los 10 000 litros, además de surtir las plantas de gas de carburación, que cuentan con tanques hasta de 25.000 litros).
El gas se distribuye en vehículos especiales desde distribución de equipos a granel para comercios e industrias, hasta cisternas que distribuyen a nivel nacional en todo el territorio nicaragüense a las plantas de distribución local. En Nicaragua el mayor distribudior de gas a nivel de hogares, comercios e industrias es Tropigas.